# Enrique Villanueva
Enrique Villanueva é um município de  quinta classe de renda municipal (d) na província Siquijor, nas Filipinas. De acordo com o censo de 1 de maio  de  2020 possui uma população de 6 790 pessoas e 1 653 domicílios.